# Ирландия на летних Олимпийских играх 1972
Ирландия закончила выступление на летних Олимпийских играх 1972. В Олимпийскую сборную вошли 31 человек — 25 мужчин и 6 женщин, принявшие участия в соревнованиях по двенадцати видам спорта.
- Лёгкая атлетика
- Бокс
- Гребля на каноэ
- Велосипедный спорт
- Конный спорт
- Фехтование
- Дзюдо
- Академическая гребля
- Пулевая стрельба
- Плавание
- Тяжёлая атлетика

Среди спортсменов страны медалистов нет.
Самым молодым участником из Ирландии стала пятнадцатилетняя Эйсин О’Лири Смит (плавание), самым старшим — 59-летний Джо МакМенанин (парусный спорт).

## Результаты соревнований

### Академическая гребля
В следующий раунд из каждого заезда проходили несколько лучших экипажей (в зависимости от дисциплины). В финал A выходили 6 сильнейших экипажей, ещё 6 экипажей, выбывших в полуфинале, распределяли места в малом финале B
Мужчины
| Соревнование | Спортсмены | Предварительный заезд | Предварительный заезд | Предварительный заезд | Отборочный заезд | Отборочный заезд | Отборочный заезд | Полуфинал | Полуфинал | Полуфинал | Финал   | Финал   | Итоговое место |
| Соревнование | Спортсмены | Заезд                 | Время                 | Место                 | Заезд            | Время            | Место            | Заезд     | Время     | Место     | Время   | Место   | Итоговое место |
| ------------ | ---------- | --------------------- | --------------------- | --------------------- | ---------------- | ---------------- | ---------------- | --------- | --------- | --------- | ------- | ------- | -------------- |
| одиночки     | Шейн Дри   | 2                     | 7:47,64               | 3                     | 1                | 7:50,27          | 2 Q              | 1         | 8,27,70   | 5         | Финал B | Финал B | 7              |
| одиночки     | Шейн Дри   | 2                     | 7:47,64               | 3                     | 1                | 7:50,27          | 2 Q              | 1         | 8,27,70   | 5         | 7:55,33 | 1       | 7              |